# Everybody Loves Sausages
Everybody Loves Sausages è un album discografico in studio del gruppo musicale sludge metal statunitense Melvins, pubblicato nel 2013. Si tratta di un album di cover.

## Tracce
1. Warhead – 4:40 – Venom
2. Best Friend – 2:31 – Queen
3. Black Betty – 1:47 – Lead Belly
4. Set It on Fire – 2:36 – The Scientists
5. Station to Station – 11:20 – David Bowie
6. Attitude – 3:32 – The Kinks
7. Female Trouble – 3:10 – Divine
8. Carpe Diem – 3:05 – The Fugs
9. Timothy Leary Lives – 2:03 – Pop-O-Pies
10. In Every Dream Home a Heartache – 9:04 – Roxy Music
11. Romance – 2:57 – Tales of Terror
12. Art School – 3:15 – The Jam
13. Heathen Earth – 4:03 – Throbbing Gristle

## Formazione
Melvins
- Buzz Osborne - chitarra, basso, voce, cori, stilofono
- Dale Crover - batteria, cori
- Jared Warren - basso, cori
- Coady Willis - batteria, cori

Collaboratori
- Scott Kelly - chitarra e voce (1)
- Caleb Benjamin - voce (2)
- Mark Arm - voce (4)
- J.G. Thirwell - voce (5)
- Clem Burke - batteria (6)
- Trevor Dunn - contrabbasso (7,9,11), voce (9)
- Jello Biafra - voce (10)
- Kevin Rutmanis - basso (10)
- Tom Hazelmyer - chitarra e voce (12)
- Toshi Kasai - tastiere (2,5)